# Neuburg an der Donau
Neuburg an der Donau (eller: Neuburg a.d. Donau) er administrationsby (Große Kreisstadt) i landkreis Neuburg-Schrobenhausen i regierungsbezirk Oberbayern, i den tyske delstat Bayern.

## Geografi
Neuburg ligger nordøst for Augsburg og vest for Ingolstadt ved floden Donau, der her deler sig og danner en beboet ø med navnet Leopoldineninsel. Nord for Neuburg ligger Naturschutzgebiet Finkenstein.
Til kommunen Neuburg a.d. Donau hører landsbyerne Altmannstetten, Bergen, Bittenbrunn, Bruck, Feldkirchen, Gietlhausen, Gnadenhof, Grünau, Hardt, Heinrichsheim, Herrenwörth, Hessellohe, Joshofen, Laisacker, Marienheim, Maxweiler, Neuzell, Ried, Rödenhof, Rohrenfeld, Sehensand og
Zell.